# Komunikacja miejska w Tarnowie
System komunikacji miejskiej w Tarnowie składa się z 22 linii autobusowych organizowanych przez ZDiK Tarnów. Od 2013 roku przewóz pasażerów wykonuje jedna firma – Miejskie Przedsiębiorstwo Komunikacyjne Sp. z o.o. w Tarnowie. Przewoźnicy obsługujący poszczególne linie wyłaniani są w przetargach. Na liniach miejskich jeździły firmy: Przedsiębiorstwo Komunikacji Samochodowej Sp. z o.o. w Tarnowie oraz Mądeltrans.

## Historia

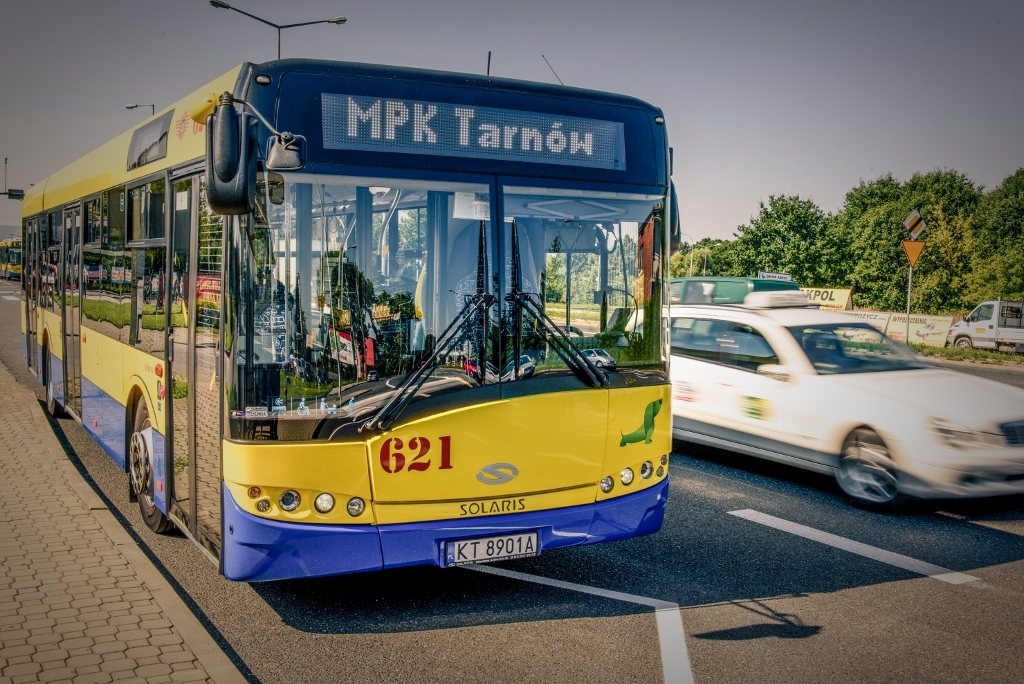
Solaris Urbino 12 III MPK Tarnów

Komunikacja miejska w Tarnowie rozpoczęła swoją działalność w 1911 roku. 25 września na ulice miasta wyjechały pierwsze tramwaje. Linia łączyła Grabówkę z dworcem kolejowym przy ulicy Dworcowej. W latach 20. XX wieku podjęto decyzję o budowie koło Tarnowa Państwowej Fabryki Związków Azotowych. W związku w tym magistrat podjął decyzję o uruchomieniu linii autobusowej do Świerczkowa. Oprócz linii łączącej przyszłe Mościce z miastem utworzono drugą linię z Rzędzina do mostu na Białej na ulicy Krakowskiej. Na początku lat 30. XX wieku tarnowska komunikacja odczuła kryzys, linie przestały być rentowne. Zlikwidowano obie linie autobusowe. Kilka lat później wybuchała II wojna światowa. W 1942 roku okupanci zlikwidowani linię tramwajową. W zamian za tramwaj zostały sprowadzone dwa stare autobusy, które kursowały na trasach: Tarnów – Mościce i Rzędzin – ulica Czerwona. W 1944 r. pojazdy zostały wywiezione z miasta.  Po wojnie władze miasta podjęły decyzję o ponownym uruchomieniu linii komunikacyjnych. W 1951 roku kursowały dwie linie autobusowe. W 1953 r. utworzono 3 linię do fabryki M-7 (dzisiaj Tamel). W 1957 r. obsługą linii zajęło się Miejskie Przedsiębiorstwo Autobusowe. Firma obsługiwała 5 linii autobusowych. W 1960 roku udało się połączyć wszystkie podmiejskie osiedla z miastem. W latach 1962–1968 utworzono kolejne linie oraz wydłużano istniejące. 

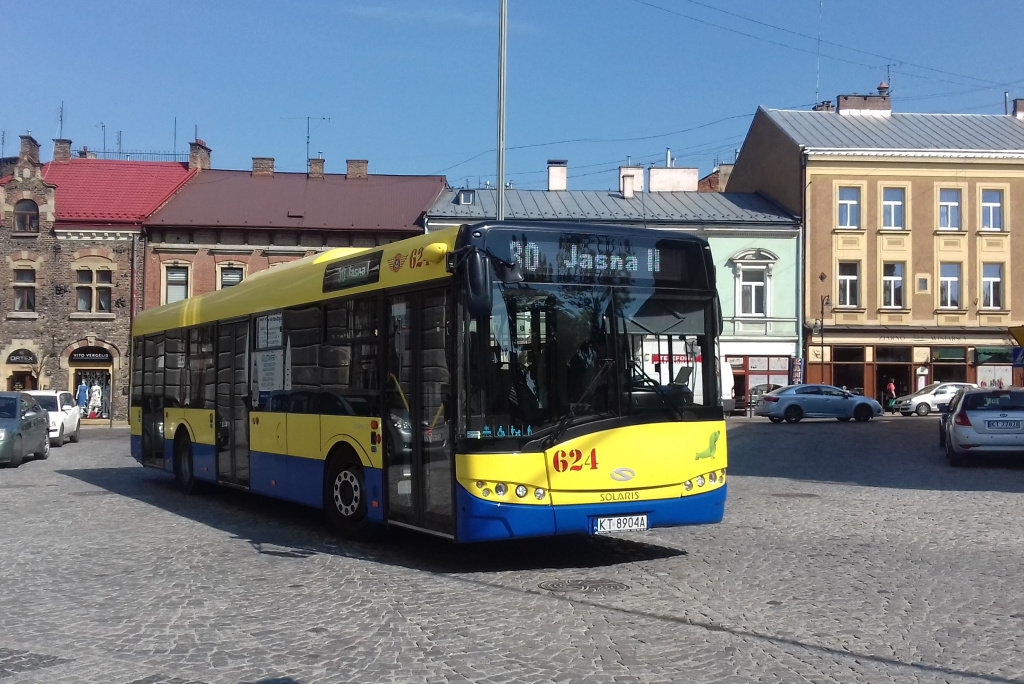
Solaris Urbino III

Rozwijano siatkę połączeń, utworzono 3 linii autobusowe w Brzesku. W 1968 roku istniało 18 linii. Autobusy kursowały do następujących miejscowości: Skrzyszów, Zgłobice, Lisia Góra, Breń, Poręba Radlna, Wałki, Pogórska Wola, Niedomice, Żabno, Tarnowiec, Wola Rzędzińska i Nowodworze. W latach 1968–1973 utworzono kolejne połączenia z okolicznymi miejscowościami. Takie połączenia uzyskali mieszkańcy: Pleśnej, Łękawicy, Łukowej i Wierzchosławic. W tym czasie z autobusów zniknęli konduktorzy. W 1974 r. uruchomiono połączenie do: Zbylitowskiej Góry, Śmigna, Błonia i Rzuchowej. Rok 1975 przyniósł dla tarnowskiej komunikacji nowe oddziały WPK w Bochni, Brzesku i Dębicy. Nadal uruchamiano nowe linie, połączono Bochnię i Brzesko oraz Tarnów z Wojniczem. W 2. połowie lat 70. XX wieku sytuacja gospodarcza w  Polsce pogorszyła się, mimo to uruchamiano nowe linie autobusowe. Utworzono połączenia z Bobrownikami Małymi, Radłowem i Dąbrówką Szczepanowicką. W 1979 r. wprowadzono zmiany, które pomagały  w przewozie mieszkańców miasta. Było to następujące udogodnienia: połączono Szynwałd ze Zbylitowską Górą, Pogórską Wolę i Błonie koło Tarnowa oraz Łękawicę z Wojniczem. Ponadto uruchomiono 2 nowie linie łączące miasta z Mikołajowicami  i Łętowicami. W 1980 r. utworzono kolejne linie autobusowe. W 1983 r. utworzono: linię 30 łączącą basen przy ul. Krasickiego (dzisiaj Piłsudskiego)  z ulicą Jasną, linię 31 łączącą Tarnów i Pilzno, linię 32 łączącą osiedle Jasna i Tamel, linię 33 łączącą Laskówkę Chorąską i linię 17 bis łączącą Tarnów z Lisią Górą, inne linie wydłużono. Trasę linii 17 wydłużono do Wesołej, linii 8 z Szynwałdy do Świniogóry, 6 ze Śmigna do Łukowej, 10 bis z Woli Rzędzińskiej do Górówki, 26 z Łękawicy do Łękawki, a 28 z Bobrownik do Radłowa. Połączono również Tarnów z Trzemesną i Luszowicami.

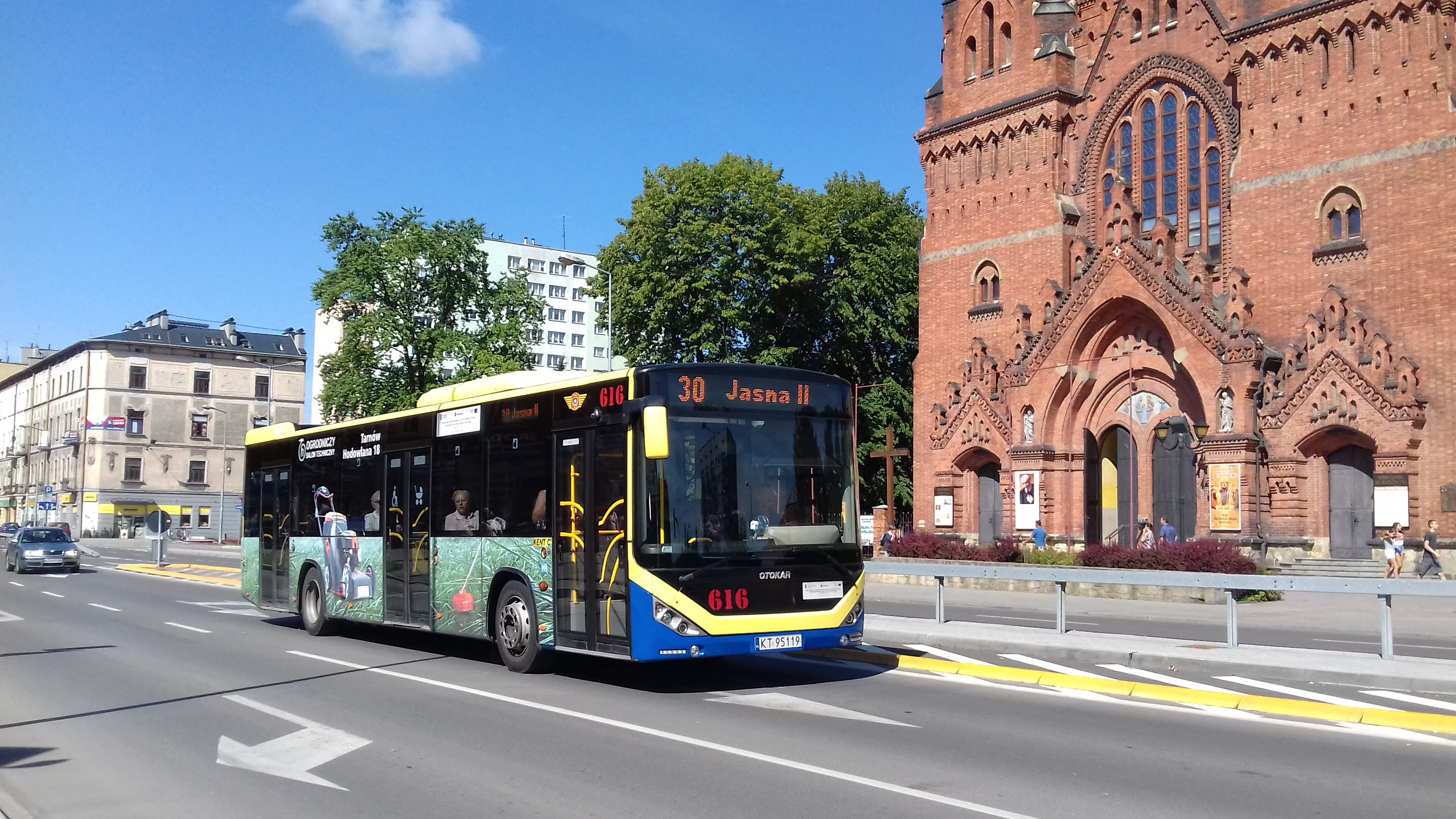
Otokar Kent C

W Tarnowie funkcjonowały linie sezonowe. W lecie autobusy kursowały na Górę św. Marcina, do Ostrowa, Gródka nad Dunajcem oraz na Dwudniaki. W zimie linie specjalne kursowały na Górę św. Marcina i na Lubinkę. Początek lat 90. XX wieku przyniósł zmiany gospodarcze, wzrost bezrobocia i rozwój transportu indywidualnego. Mniejsza liczba pasażerów oraz niechęć okolicznych gmin do partycypowania u komunikację zbiorową przyczyniła się do likwidacji dużej części linii podmiejskich. W mieście też modyfikowano linie, a także uruchamiano nowe. Wraz z rozpoczęciem funkcjonowania Szpitala Wojewódzkiego im. Św. Łukasza przy ul. Lwowskiej uruchomiono linię 42 (dzisiaj 33) łączącej osiedle Koszyckie ze szpitalem. Od 2002 do 2013 roku linie autobusowe obsługiwał równie PKS Tarnów. W 2012 roku miała miejsce reorganizacja komunikacji miejskiej, w wyniku której zlikwidowano 4 linie autobusowe. W maju 2016 r. uruchomiono linię 10 kursującej z pętli Marszałka do parkingu Park&Ride  przy ul. Do Huty. Linia została zlikwidowana w listopadzie z powodu małego zainteresowania ze strony pasażerów. W tym samym roku w lipcu uruchomiono tymczasową linię 101. Linia miała na celu przewóz pasażerów w miejscu gdzie kursowała linia 1 przed budową wiaduktu na ul. Gumniskiej. Została zlikwidowana w czerwcu 2017 roku. Jej trasę ponownie przejęła linia 1.
W 2017 roku miasto otrzymało dofinansowanie na wykonanie projektu pt. "Integracja transportu publicznego w Tarnowie". Projekt wart jest 25.4 mln zł, a otrzymane środki z RPO 4.5.2 wynoszą 17 mln zł. Umowa na dofinansowanie została podpisana 7 grudnia 2017 roku przez prezydenta Tarnowa Romana Ciepielę i wicemarszałka Małopolski Stanisława Sorysa. W ramach projektu zakupiono 50 tablic informacyjnych, które w czasie rzeczywistym pokazują kiedy przyjedzie autobus; powstanie węzeł przesiadkowy w rejonie ulic Kochanowskiego i Chyszowskiej oraz ul. Krakowskiej; zostanie utworzone Centrum Zarządzania Ruchem przy ul. Nadbrzeżnej Dolnej 7, jego zadaniem będzie monitorowanie i zarządzanie ruchem poprzez modernizacje sygnalizacji świetlnej, a autobusy MPK wyposażone w sterownik świateł będą miały pierwszeństwo przejazdu; powstanie "Tarnowski rower miejski", w ramach którego zostanie zakupionych 110 rowerów oraz powstanie 10 stacji rozmieszczonych na terenie miasta.
W związku z otwarciem przejazdu pod wiaduktem nad ul. Gumniską, 24 sierpnia 2018 r. została zmieniona trasa linii nr 1 na podstawowy wariant przejazdu pomijający przejazd ulicami Mostową i Lwowską (do skrzyżowania z ul. Orkana i ul. Słoneczną). 
W środę, 10 października wystartował Tarnowski Rower Miejski. Do dyspozycji pasażerów jest 110 rowerów, w tym 100 dla osób dorosłych i 10 dla dzieci. Sezon będzie trwał do 30 listopada 2018, a ponownie zacznie się 1 marca 2019 r. 
28 grudnia 2018 roku Urząd Miasta Tarnowa złożył w Urzędzie Województwa Małopolskiego wniosek o dofinansowanie na rozbudowę Tarnowskiego Roweru Miejskiego. W ramach projektu miasto chce zakupić 60 nowych rowerów miejskich, utworzyć 6 nowych stacji wypożyczania rowerów oraz zamontować 3 wiaty bike&ride. Urząd wnioskuje o prawie 940 tys. zł dofinansowania, całkowity koszt projektu to ponad 1,3 mln zł. 
W styczniu 2019 roku zakończyły się konsultacje społeczne ws. optymalizacji komunikacji miejskiej w Tarnowie. W ramach optymalizacji planowano: zlikwidować linie 2 oraz tzw. linie szczytowe, czyli linie 41, 44, 46 i 48. Nowy plan zakładał utworzenie pięciu nowych linii - 17, 18, 20, 21 i 32, trasy linii 0, 3, 9 i 30 miały pozostać bez zmian. Trasy pozostałych linii miejskich miały ulec zmianie. Numer linii 33 miał zostać zmieniony na 22. Zmiany miały także dotyczyć linii podmiejskich. Linie 210, 213, 222 i 229 miały kursować tylko do pętli Szkotnik Plac, a linia 239 miała nie wykonywać kursów przez Zbylitowską Górę. Trasy linii 206, 208, 224, 225 i 227 miały pozostać bez zmian. Do planu optymalizacji wpłynęło ponad 1000 uwag. W marcu zdecydowano, że optymalizacja nie zostanie wdrożona w całości lecz etapami i będzie dotyczyć poszczególnych linii.  
2 kwietnia w Urzędzie Miasta Tarnowa odbyło się spotkanie z włodarzami gmin aglomeracji tarnowskiej. Rozmawiano na temat poszerzenia komunikacji miejskiej o okoliczne gminy. Przedstawiciel Zarządu Dróg i Komunikacji w Tarnowie przedstawił ofertę przewozową miasta dla okolicznych gmin. Po spotkaniu burmistrz Gminy Żabno została odwieziona autobusem miejskim do Żabna.
Od 1 maja 2019 r. trasa linii nr 12 w kierunku Os. Kolejowego oraz Mościc na odcinku od przystanku Jana Pawła II – Os. Zielone do przystanku Lwowska – Goslara przebiega ul. Lwowską, a nie jak wcześniej ul. Słoneczną i Starodąbrowską. Linie nr 11 i 44 nie kursują przez al. Jana Pawła II, a linia nr 48 nie kursuje na Kapro. Na liniach nr 0, 1, 2, 3, 11, 12, 24, 31, 44, 46 i 48 obowiązują nowe rozkładu jazdy. 
ZDiK podjął decyzję, że w okresie wakacji 2019 r. nie będzie kursować linia nocna "N", która nie cieszyła się popularnością w ostatnich latach.    
W wyniku optymalizacji przeprowadzonej przez ZDiK od 1 marca 2020 r. obowiązuje nowy układ linii komunikacji miejskiej. Zlikwidowano linie nr 24, która kursowała pomiędzy Os. Zbylitowska Góra, a Al. Jana Pawła II przez ul. Krakowską. Utworzono linię nr 34, która kursuje pomiędzy Os. Nauczycielskim, a parkingiem Park&Ride przy ul. Do Huty. Zmodyfikowano trasy linii nr 2, 11, 12, 14, 31 i 33. Linie nr 6 i 206 kursują tylko z/do ul. Szkotnik. Linia nr 12 kursuje tylko w dni robocze w godzinach szczytów pasażerskich z ul. Ablewicza do Os. Kolejowego.
W związku z brakiem porozumienia między Gminą Miasta Tarnowa, a Gminami Tarnów, Lisia Góra oraz Pleśna od 1 stycznia 2021 r. nie kursują linie nr 206, 208, 210, 213, 222, 224, 225, 227, 229 oraz 239. W mieście przywrócono linię nr 24 z częściowo zmienioną trasą. Po zmianach po mieście kursuje 19 linii autobusowych, w tym 15 linii regularnych oraz 4 szczytowe kursujące w dni robocze. 
1 lipca 2021 r. linia nr 3 została przedłużona do Białej. Było to możliwe dzięki zawarciu nowego porozumienia między Gminą Miasta Tarnowa a Gminą Tarnów.   

## Sieć komunikacyjna
Siatka komunikacyjna w Tarnowie składa się z 19 linii miejskich.
UWAGA !!!:Poniżej są wymienione trasy najczęściej wykonywanych kursów. W rozkładach jazdy są umieszczone wszystkie wersje tras dla danej linii. 

### Linie miejskie

#### Linia 0
| kierunek trasy autobusu | przebieg trasy autobusu | kierunek trasy autobusu | przebieg trasy autobusu | dni kursowania                    |
| ----------------------- | --- | ----------------------- | --- | --------------------------------- |
| Mościce                 | → Al. Jana Pawła II – Słoneczna – M.B. Fatimskiej – Mickiewicza – Al. Solidarności – Szujskiego – Mościckiego – Kwiatkowskiego – Mościce-Plac                              | Jana Pawła II           | → Mościce-Plac – Kwiatkowskiego – Mościckiego – Szujskiego – Al. Solidarności – Mickiewicza – M.B. Fatimskiej – Słoneczna – Al. Jana Pawła II                              | Dni robocze Soboty Dni świąteczne |
| Kapro                   | → Al. Jana Pawła II – Słoneczna – M.B. Fatimskiej – Mickiewicza – Al. Solidarności – Szujskiego – Mościckiego – Kwiatkowskiego – Mościce-Plac – Kwiatkowskiego – Chemiczna | Jana Pawła II           | → Chemiczna – Kwiatkowskiego – Mościce-Plac – Kwiatkowskiego – Mościckiego – Szujskiego – Al. Solidarności – Mickiewicza – M.B. Fatimskiej – Słoneczna – Al. Jana Pawła II | Dni robocze Soboty Dni świąteczne |

#### Linia 1
| kierunek trasy autobusu | przebieg trasy autobusu | kierunek trasy autobusu | przebieg trasy autobusu | dni kursowania                    |
| ----------------------- | --- | ----------------------- | --- | --------------------------------- |
| Mościce                 | → Al. Jana Pawła II – Lwowska – Okrężna – Braci Saków – Gumniska – Konarskiego – Narutowicza – Sikorskiego – Mościckiego – Kwiatkowskiego – Mościce-Plac | Jana Pawła II           | → Mościce-Plac – Kwiatkowskiego – Mościckiego – Pułaskiego – Krakowska – Narutowicza – Konarskiego – Gumniska – Braci Saków – Okrężna – Lwowska – Al. Jana Pawła II | Dni robocze Soboty Dni świąteczne |

#### Linia 2
| kierunek trasy autobusu     | przebieg trasy autobusu | kierunek trasy autobusu    | przebieg trasy autobusu | dni kursowania     |
| --------------------------- | --- | -------------------------- | --- | ------------------ |
| Kochanowskiego Chyszowska   | → Nowodąbrowska – Błonie – Al. Jana Pawła II – Ablewicza – Al. Jana Pawła II – Słoneczna – Starodąbrowska – Lwowska – Dąbrowskiego – Konarskiego – Narutowicza – Krakowska – Kochanowskiego     | Jasna Gemini p. Ablewicza  | → Kochanowskiego – Krakowska – Bema – Bernardyńska – Szeroka – Lwowska – Starodąbrowska – Słoneczna – Al. Jana Pawła II – Ablewicza – Al. Jana Pawła II – Błonie – Nowodąbrowska – Wojska Polskiego – Gemini     | Dni robocze Soboty |
| SAG                         | → Nowodąbrowska – Błonie – Al. Jana Pawła II – Słoneczna – Starodąbrowska – Lwowska – Dąbrowskiego – Konarskiego – Narutowicza – Krakowska – Kochanowskiego – Rozwojowa – Wody – Kochanowskiego | Jasna Gemini               | → Kochanowskiego – Rozwojowa – Wody – Kochanowskiego – Krakowska – Bema – Bernardyńska – Szeroka – Lwowska – Starodąbrowska – Słoneczna – Al. Jana Pawła II – Błonie – Nowodąbrowska – Wojska Polskiego – Gemini | Dni robocze        |
| Kochanowskiego p. Ablewicza | → Al. Jana Pawła II – Słoneczna – Starodąbrowska – Lwowska – Dąbrowskiego – Konarskiego – Narutowicza – Krakowska – Kochanowskiego                                                              | Jana Pawła II p. Ablewicza | → Kochanowskiego – Krakowska – Bema – Bernardyńska – Szeroka – Lwowska – Starodąbrowska – Słoneczna – Al. Jana Pawła II – Ablewicza – Al. Jana Pawła II                                                          | Dni świąteczne     |

#### Linia 3
| kierunek trasy autobusu | przebieg trasy autobusu | kierunek trasy autobusu | przebieg trasy autobusu | dni kursowania                    |
| ----------------------- | --- | ----------------------- | --- | --------------------------------- |
| Biała                   | → Wojska Polskiego – Starodąbrowska – Słoneczna – M.B. Fatimskiej – Mickiewicza – Al. Solidarności – Klikowska – Biała                 | Jasna II                | → Biała – Klikowska – Al. Solidarności – Mickiewicza – M.B. Fatimskiej – Słoneczna – Starodąbrowska – Wojska Polskiego                 | Dni robocze Soboty Dni świąteczne |
| Klikowa o. Cmentarza    | → Wojska Polskiego – Starodąbrowska – Słoneczna – M.B. Fatimskiej – Mickiewicza – Al. Solidarności – Klikowska – ks. Bajdy – Klikowska | Jasna II o. Cmentarza   | → Klikowska – ks. Bajdy – Klikowska – Al. Solidarności – Mickiewicza – M.B. Fatimskiej – Słoneczna – Starodąbrowska – Wojska Polskiego | Dni robocze Soboty Dni świąteczne |

Obsługiwane miejscowości:
gmina Tarnów: Biała

#### Linia 5
| kierunek trasy autobusu | przebieg trasy autobusu | kierunek trasy autobusu | przebieg trasy autobusu                                                                                         | dni kursowania                    |
| ----------------------- | --- | ----------------------- | --- | --------------------------------- |
| Wiśniowa                | → Pułaskiego – Krakowska – Sikorskiego – Szkotnik – Szujskiego – Al. Solidarności – Mickiewicza – M.B. Fatimskiej – Słoneczna – Starodąbrowska – Nowodąbrowska – Wilcza – Nowodąbrowska – Wiśniowa | Pułaskiego              | → Wiśniowa – Krzyska – M.B. Fatimskiej – Mickiewicza – Al. Solidarności – Krasińskiego – Krakowska – Pułaskiego | Dni robocze Soboty Dni świąteczne |

#### Linia 6
| kierunek trasy autobusu | przebieg trasy autobusu | kierunek trasy autobusu | przebieg trasy autobusu | dni kursowania                    |
| ----------------------- | --- | ----------------------- | --- | --------------------------------- |
| Wiśniowa                | → Pułaskiego – Krakowska – Sikorskiego – Szkotnik – Szujskiego – Al. Solidarności – Mickiewicza – M.B. Fatimskiej – Krzyska – Wiśniowa | Pułaskiego              | → Wiśniowa – Wilcza – Nowodąbrowska – Starodąbrowska – Słoneczna – M.B. Fatimskiej – Mickiewicza – Al. Solidarności – Krasińskiego – Krakowska – Pułaskiego | Dni robocze Soboty Dni świąteczne |

#### Linia 9
| kierunek trasy autobusu | przebieg trasy autobusu | kierunek trasy autobusu | przebieg trasy autobusu | dni kursowania                    |
| ----------------------- | --- | ----------------------- | --- | --------------------------------- |
| Mościce                 | → Lwowska – Starodąbrowska – Mickiewicza – Solidarności – Krasińskiego – Krakowska – Czerwona – Czerwonych Klonów – Kwiatkowskiego – Mościce-Plac                              | Szpital Św. Łukasza     | → Mościce-Plac – Kwiatkowskiego – Czerwonych Klonów – Czerwona – Krakowska – Bema – Bernardyńska – Szeroka – Lwowska                              | Dni robocze Soboty Dni świąteczne |
| Mościce p. Chemiczną    | → Lwowska – Starodąbrowska – Mickiewicza – Solidarności – Krasińskiego – Krakowska – Czerwona – Czerwonych Klonów – Zbylitowskich – Chemiczna – Kwiatkowskiego – Mościce-Plac  | Szpital Św. Łukasza     | → Mościce-Plac – Kwiatkowskiego – Czerwonych Klonów – Czerwona – Krakowska – Bema – Bernardyńska – Szeroka – Lwowska                              | Dni robocze Soboty Dni świąteczne |
| Kapro                   | → Lwowska – Starodąbrowska – Mickiewicza – Solidarności – Krasińskiego – Krakowska – Czerwona – Czerwonych Klonów – Kwiatkowskiego – Mościce-Plac – Kwiatkowskiego – Chemiczna | Szpital Św. Łukasza     | → Chemiczna – Kwiatkowskiego – Mościce-Plac – Kwiatkowskiego – Czerwonych Klonów – Czerwona – Krakowska – Bema – Bernardyńska – Szeroka – Lwowska | Dni robocze                       |

#### Linia 11
| kierunek trasy autobusu   | przebieg trasy autobusu | kierunek trasy autobusu | przebieg trasy autobusu | dni kursowania                    |
| ------------------------- | --- | ----------------------- | --- | --------------------------------- |
| Fritar                    | → Pułaskiego – Krakowska – Sikorskiego – Mościckiego – Pułaskiego – Szujskiego – Klikowska – Romanowicza – Al. Piaskowa – Elektryczna – Klikowska – Sadowa                        | Pułaskiego              | → Sadowa – Mroźna – Klikowska – Elektryczna – Al. Piaskowa – Romanowicza – Klikowska – Szujskiego – Szkotnik – Sikorskiego – Krakowska – Pułaskiego               | Dni robocze Soboty Dni świąteczne |
| Kryształowa HSG p. Fritar | → Pułaskiego – Krakowska – Sikorskiego – Mościckiego – Pułaskiego – Szujskiego – Klikowska – Romanowicza – Al. Piaskowa – Elektryczna – Klikowska – Sadowa – Mroźna – Kryształowa | Pułaskiego              | → Kryształowa – Mroźna – Sadowa – Klikowska – Elektryczna – Al. Piaskowa – Romanowicza – Klikowska – Szujskiego – Szkotnik – Sikorskiego – Krakowska – Pułaskiego | Dni robocze Soboty Dni świąteczne |

#### Linia 12
| kierunek trasy autobusu | przebieg trasy autobusu | kierunek trasy autobusu | przebieg trasy autobusu | dni kursowania                    |
| ----------------------- | --- | ----------------------- | --- | --------------------------------- |
| Mościce p. Lwowską      | → Ablewicza – Al. Jana Pawła II – Słoneczna –Lwowska – Dąbrowskiego – Konarskiego – Narutowicza – Krakowska – Warsztatowa – Św. Katarzyny – Prusa – Sportowa – Warsztatowa – Krakowska – Czarna Droga – Zbylitowska – Sienkiewicza – Czerwona – Czerwonych Klonów – Traugutta – Czerwonych Klonów – Mościce - Plac | Ablewicza               | → Mościce - Plac – Czerwonych Klonów – Traugutta – Czerwonych Klonów – Czerwona – Sienkiewicza – Zbylitowska – Czarna Droga – Krakowska – Warsztatowa – Św. Katarzyny – Prusa – Sportowa – Warsztatowa – Krakowska – Bema – Bernardyńska – Szeroka – Lwowska – Starodąbrowska – Słoneczna – Al. Jana Pawła II – Ablewicza | Dni robocze Soboty Dni świąteczne |

#### Linia 14
| kierunek trasy autobusu           | przebieg trasy autobusu | kierunek trasy autobusu    | przebieg trasy autobusu | dni kursowania                    |
| --------------------------------- | --- | -------------------------- | --- | --------------------------------- |
| Os. Zbylitowska Góra              | → Al. Jana Pawła II – Westerplatte – Marynarki Wojennej – Obrońców Poczty Gdańskiej – 16 Pułku Piechoty – Wojska Polskiego – Os. Legionów – Starodąbrowska – Mickiewicza – Al. Solidarności – Krasińskiego – Krakowska – Pułaskiego – Mościckiego – Kwiatkowskiego – Chemiczna – Zbylitowska – Sienkiewicza – Zaciszna – Czarna Droga – Pasterska – Mokra – Vetulani – Godowskiego                 | Jana Pawła II              | → Godowskiego – Batalionów Chłopskich – Armii Krajowej – Mokra – Pasterska – Czarna Droga – Zaciszna – Sienkiewicza – Zbylitowska – Chemiczna – Kwiatkowskiego – Mościckiego – Pułaskiego – Krakowska – Sikorskiego – Szkotnik – Szujskiego – Al. Solidarności – Mickiewicza – Goldhammera – Słoneczna – Starodąbrowska – Os. Legionów – Wojska Polskiego – Obrońców Poczty Gdańskiej – Marynarki Wojennej – Westerplatte – Al. Jana Pawła II                 | Dni robocze Soboty Dni świąteczne |
| Os. Zbylitowska Góra p. Rozwojową | → Al. Jana Pawła II – Westerplatte – Marynarki Wojennej – Obrońców Poczty Gdańskiej – 16 Pułku Piechoty – Wojska Polskiego – Os. Legionów – Starodąbrowska – Mickiewicza – Al. Solidarności – Krasińskiego – Krakowska – Kochanowskiego – Rozwojowa – Mościckiego – Kwiatkowskiego – Chemiczna – Zbylitowska – Sienkiewicza – Zaciszna – Czarna Droga – Pasterska – Mokra – Vetulani – Godowskiego | Jana Pawła II p. Rozwojową | → Godowskiego – Batalionów Chłopskich – Armii Krajowej – Mokra – Pasterska – Czarna Droga – Zaciszna – Sienkiewicza – Zbylitowska – Chemiczna – Kwiatkowskiego – Mościckiego – Rozwojowa – Kochanowskiego – Krakowska – Sikorskiego – Szkotnik – Szujskiego – Al. Solidarności – Mickiewicza – Goldhammera – Słoneczna – Starodąbrowska – Os. Legionów – Wojska Polskiego – Obrońców Poczty Gdańskiej – Marynarki Wojennej – Westerplatte – Al. Jana Pawła II | Dni robocze Soboty Dni świąteczne |

#### Linia 24
| kierunek trasy autobusu | przebieg trasy autobusu | kierunek trasy autobusu | przebieg trasy autobusu | dni kursowania                    |
| ----------------------- | --- | ----------------------- | --- | --------------------------------- |
| Pszenna                 | → Marszałka – Al. M. B. Fatimskiej – Mickiewicza – Al. Solidarności – Krasińskiego – Krakowska – Spacerowa – Armii Krajowej – Wolności i Niezawisłości – Pszenna | Marszałka               | Pszenna – Mokra – Armii Krajowej – Spacerowa – Krakowska – Sikorskiego – Szkotnik – Szujskiego – Al. Solidarności – Mickiewicza – Al. M. B. Fatimskiej – Cegielniana – Dwernickiego – Marszałka | Dni robocze Soboty Dni świąteczne |

#### Linia 30
| kierunek trasy autobusu | przebieg trasy autobusu | kierunek trasy autobusu | przebieg trasy autobusu | dni kursowania                    |
| ----------------------- | --- | ----------------------- | --- | --------------------------------- |
| Park Wodny              | → Wojska Polskiego – Starodąbrowska – Lwowska – Dąbrowskiego – Konarskiego – Narutowicza – Sikorskiego – Mościckiego – Szujskiego – Klikowska – Romanowicza – Piłsudskiego | Jasna II                | → Piłsudskiego – Romanowicza – Klikowska – Szujskiego – Mościckiego – Pułaskiego – Krakowska – Bema – Bernardyńska – Szeroka – Lwowska – Starodąbrowska – Wojska Polskiego | Dni robocze Soboty Dni świąteczne |

#### Linia 31
| kierunek trasy autobusu | przebieg trasy autobusu | kierunek trasy autobusu | przebieg trasy autobusu | dni kursowania                    |
| ----------------------- | --- | ----------------------- | --- | --------------------------------- |
| Góra Św. Marcina        | → Lwowska – Marusarz – Orkana – Słoneczna – M.B. Fatimskiej – Mickiewicza – Al. Solidarności – Krasińskiego – Krakowska – Narutowicza – Tuchowska – Zamkowa – Zuchów – Zgody – Podzamcze – Al. Tarnowskich    | Szpital Św. Łukasza     | → Al. Tarnowskich – Podzamcze – Zgody – Zuchów – Zamkowa – Tuchowska – Małeckiego – Dąbrowskiego – Konarskiego – Narutowicza – Sikorskiego – Szkotnik – Szujskiego – Al. Solidarności – Mickiewicza – M.B. Fatimskiej – Słoneczna – Orkana – Marusarz – Lwowska | Dni robocze Soboty Dni świąteczne |
| Góra Św. Marcina        | → Al. Jana Pawła II – Słoneczna – M.B. Fatimskiej – Mickiewicza – Al. Solidarności – Szujskiego – Krasińskiego – Krakowska – Narutowicza – Tuchowska – Zamkowa – Zuchów – Zgody – Podzamcze – Al. Tarnowskich | Jana Pawła II           | → Al. Tarnowskich – Podzamcze – Zgody – Zuchów – Zamkowa – Tuchowska – Małeckiego – Dąbrowskiego – Konarskiego – Narutowicza – Sikorskiego – Szkotnik – Szujskiego – Al. Solidarności – Mickiewicza – M.B. Fatimskiej – Słoneczna – Al. Jana Pawła II           | Soboty Dni świąteczne             |

#### Linia 33
| kierunek trasy autobusu           | przebieg trasy autobusu | kierunek trasy autobusu             | przebieg trasy autobusu | dni kursowania                    |
| --------------------------------- | --- | ----------------------------------- | --- | --------------------------------- |
| Osiedle Koszyckie p. Os. Kolejowe | → Lwowska – Al. Jana Pawła II – Błonie – Nowodąbrowska – Wojska Polskiego – Osiedle Legionów Henryka Dąbrowskiego – Starodąbrowska – Słoneczna – M.B. Fatimskiej – Mickiewicza – Solidarności – Krasińskiego – Krakowska – Warsztatowa – Św. Katarzyny – Prusa – Sportowa – Warsztatowa – Krakowska – Koszycka – Sucharskiego – Hubala – Koszycka – Chrobrego – Warneńczyka | Szpital Św. Łukasza p. Os. Kolejowe | → Warneńczyka – Mieszka I – Koszycka – Krakowska – Warsztatowa – Św. Katarzyny – Prusa – Sportowa – Warsztatowa – Krakowska –Sikorskiego – Szkotnik – Szujskiego – Al. Solidarności – Mickiewicza – M.B. Fatimskiej – Słoneczna – Starodąbrowska – Starodąbrowska – Osiedle Legionów Henryka Dąbrowskiego – Wojska Polskiego – Wojska Polskiego – Nowodąbrowska – Błonie – Al. Jana Pawła II – Lwowska | Dni robocze Soboty Dni świąteczne |

#### Linia 34
| kierunek trasy autobusu | przebieg trasy autobusu                                                                                           | kierunek trasy autobusu | przebieg trasy autobusu | dni kursowania                    |
| ----------------------- | --- | ----------------------- | --- | --------------------------------- |
| Do Huty PR              | → Karpacka – Lwowska – Słoneczna – M. B. Fatimskiej – Mickiewicza – Nowy Świat – Krakowska – Monopolowa – Do Huty | Os. Nauczycielskie      | → Do Huty – Monopolowa – Krakowska – Sikorskiego – Szkotnik – Szujskiego – Al. Solidarności – Mickiewicza – M.B. Fatimskiej – Słoneczna – Lwowska – Karpacka | Dni robocze Soboty Dni świąteczne |

#### Linia 41
| kierunek trasy autobusu   | przebieg trasy autobusu | kierunek trasy autobusu | przebieg trasy autobusu | dni kursowania                    |
| ------------------------- | --- | ----------------------- | --- | --------------------------------- |
| Kochanowskiego Chyszowska | → Wojska Polskiego – Starodąbrowska – Słoneczna – M.B. Fatimskiej – Mickiewicza – Solidarności – Krasińskiego – Krakowska – Kochanowskiego                                     | Jasna II                | → Kochanowskiego – Krakowska – Sikorskiego – Szkotnik – Szujskiego – Al. Solidarności – Mickiewicza – M.B. Fatimskiej – Słoneczna – Starodąbrowska – Wojska Polskiego                                     | Dni robocze                       |
| SAG                       | → Wojska Polskiego – Starodąbrowska – Słoneczna – M.B. Fatimskiej – Mickiewicza – Solidarności – Krasińskiego – Krakowska – Kochanowskiego – Rozwojowa – Wody – Kochanowskiego | Jasna II                | → Kochanowskiego – Rozwojowa – Wody – Kochanowskiego – Krakowska – Sikorskiego – Szkotnik – Szujskiego – Al. Solidarności – Mickiewicza – M.B. Fatimskiej – Słoneczna – Starodąbrowska – Wojska Polskiego | Dni robocze                       |
| Przemysłowa Działki       | → Wojska Polskiego – Starodąbrowska – Słoneczna – M.B. Fatimskiej – Mickiewicza – Solidarności – Krasińskiego – Krakowska – Przemysłowa                                        | Jasna II                | → Przemysłowa – Krakowska – Sikorskiego – Szkotnik – Szujskiego – Al. Solidarności – Mickiewicza – M.B. Fatimskiej – Słoneczna – Starodąbrowska – Wojska Polskiego                                        | Dni robocze Soboty Dni świąteczne |

UWAGA !!!: Dodatkowe kursy do ogródków działkowych przy ulicy Przemysłowej (Przemysłowa Działki) są wykonywane w okresie od 15 kwietnia do 30 października.

#### Linia 44
| kierunek trasy autobusu | przebieg trasy autobusu                                                                                                | kierunek trasy autobusu | przebieg trasy autobusu | dni kursowania |
| ----------------------- | --- | ----------------------- | --- | -------------- |
| Fritar                  | → Lwowska – Słoneczna – M.B. Fatimskiej – Mickiewicza – Solidarności – Klikowska – Elektryczna – Al. Piaskowa – Sadowa | Szpital Św. Łukasza     | → Sadowa – Mroźna – Al. Piaskowa – Elektryczna – Klikowska – Al. Solidarności – Mickiewicza – M.B. Fatimskiej – Słoneczna – Lwowska | Dni robocze    |

#### Linia 46
| kierunek trasy autobusu | przebieg trasy autobusu | kierunek trasy autobusu | przebieg trasy autobusu | dni kursowania |
| ----------------------- | --- | ----------------------- | --- | -------------- |
| Mościce                 | → Wojska Polskiego – Starodąbrowska – Słoneczna – Sitki – Słowackiego – Nowy Świat – Romanowicza – Klikowska – Szujskiego – Mościckiego – Kwiatkowskiego – Mościce-Plac                              | Jasna II                | → Mościce-Plac – Kwiatkowskiego – Mościckiego – Szujskiego – Klikowska – Romanowicza – Nowy Świat – Słowackiego – Sitki – Słoneczna – Starodąbrowska – Wojska Polskiego                              | Dni robocze    |
| Kapro                   | → Wojska Polskiego – Starodąbrowska – Słoneczna – Sitki – Słowackiego – Nowy Świat – Romanowicza – Klikowska – Szujskiego – Mościckiego – Kwiatkowskiego – Mościce-Plac – Kwiatkowskiego – Chemiczna | Jasna II                | → Chemiczna – Kwiatkowskiego – Mościce-Plac – Kwiatkowskiego – Mościckiego – Szujskiego – Klikowska – Romanowicza – Nowy Świat – Słowackiego – Sitki – Słoneczna – Starodąbrowska – Wojska Polskiego | Dni robocze    |

#### Linia 48
| kierunek trasy autobusu | przebieg trasy autobusu | kierunek trasy autobusu | przebieg trasy autobusu | dni kursowania |
| ----------------------- | --- | ----------------------- | --- | -------------- |
| Mościce                 | → Wojska Polskiego – Starodąbrowska – Nowodąbrowska – Spokojna – Elektryczna – Wyszyńskiego – Beckera – Czysta – Mościckiego – Kwiatkowskiego – Mościce-Plac | Jasna II                | → Mościce-Plac – Kwiatkowskiego – Mościckiego – Czysta – Beckera – Wyszyńskiego – Elektryczna – Spokojna – Nowodąbrowska – Starodąbrowska – Wojska Polskiego |                |

## Bilety
Bilety w Tarnowie są rozprowadzane przez Zarząd i Dróg i Komunikacji. Występują 4 rodzaje biletów: bilety jednorazowe (papierowe), bilety okresowe, bilety odległościowe dla posiadaczy Tarnowskiej Karty Miejskiej oraz bilety w komórce, które są dostępne przy pomocy specjalnej aplikacji: moBILET oraz stronie internetowej bądź aplikacji w zbiletem.pl. Od 1 grudnia 2015 roku w Małopolsce funkcjonuje Małopolska Karta Aglomeracyjna, obowiązuje w Tarnowie i Krakowie oraz na kolei.
- Punkty sprzedaży biletów (kasy biletowe)[21]
  - ul. Krakowska 48 (przy węźle przesiadkowym Krakowska - Planty)
  - ul. Brama Pilzneńska 3

- Bilety jednorazowe

ZDiK rozprowadza 3 rodzaje biletów jednorazowych (papierowy). Są to bilety: normalne, ulgowe.
- Bilety okresowe

ZDiK rozprowadza cztery rodzaje biletów okresowych. Są to bilety: 1-miesięczne imienne, 3-miesięczne imienne, 6-miesięczne imienne i 12-miesięczne imienne dla kart w wersji standard (dla mieszkańców okolicznych gmin) i kart w wersji premium (dla mieszkańców miasta). Ceny obowiązują od 1 września 2019 r. Od listopada 2017 roku osoby bez zameldowania lub z czasowym zameldowaniem mogą uzyskać Tarnowską Kartę Miejską w wersji premium. Warunkiem jest płacenie podatków w Tarnowie. 
- Bilety elektroniczne odległościowe

System skierowany dla posiadaczy Tarnowskiej Karty Miejskiej w wersji premium i standard. Pasażer płaci za ilość przejechanych przystanków.
- Małopolska Karta Aglomeracyjna

Małopolska Karta Aglomeracyjna funkcjonuje na obszarze województwa Małopolskiego. Karta jest stworzona z myślą o podróżujących komunikacją miejską i koleją. Dzięki temu systemowi można również parkować na parkingach Park&Ride, czyli Parkuj i Jedź.

## Autobusy
Tabor MPK Tarnów do obsługi linii organizowanych przez Zarząd Dróg i Komunikacji.
| Pojazd                      | Wyposażenie | Liczba autobusów |
| --------------------------- | --- | ---------------- |
| Kapeny Thesi City           | system informacji pasażerskiej · przewóz osób na wózkach · klimatyzacja przestrzeni pasażerskiej · monitoring                 | 4                |
| Mercedes-Benz O520          | system informacji pasażerskiej · przewóz osób na wózkach · klimatyzacja przestrzeni pasażerskiej · monitoring                 | 3                |
| Scania CL94UB               | system informacji pasażerskiej · przewóz osób na wózkach · klimatyzacja przestrzeni pasażerskiej · monitoring                 | 10               |
| Scania CN320UB CNG          | system informacji pasażerskiej · przewóz osób na wózkach · klimatyzacja przestrzeni pasażerskiej · monitoring                 | 1                |
| Solbus Solcity 12           | system informacji pasażerskiej · przewóz osób na wózkach · klimatyzacja przestrzeni pasażerskiej · monitoring                 | 2                |
| Scania CN270UB CNG          | system informacji pasażerskiej · przewóz osób na wózkach · klimatyzacja przestrzeni pasażerskiej · monitoring · ładowarki USB | 5                |
| Otokar Kent 290LF           | system informacji pasażerskiej · przewóz osób na wózkach · klimatyzacja przestrzeni pasażerskiej · monitoring · ładowarki USB | 8                |
| Otokar Kent C               | system informacji pasażerskiej · przewóz osób na wózkach · klimatyzacja przestrzeni pasażerskiej · monitoring · ładowarki USB | 11               |
| Solaris Urbino 12 III       | system informacji pasażerskiej · przewóz osób na wózkach · klimatyzacja przestrzeni pasażerskiej · monitoring · ładowarki USB | 5                |
| Scania Citywide 12 LF       | system informacji pasażerskiej · przewóz osób na wózkach · klimatyzacja przestrzeni pasażerskiej · monitoring · ładowarki USB | 5                |
| Scania Citywide 12 LF CNG   | system informacji pasażerskiej · przewóz osób na wózkach · klimatyzacja przestrzeni pasażerskiej · monitoring · ładowarki USB | 22               |
| MAN Lion’s City A37         | system informacji pasażerskiej · przewóz osób na wózkach · klimatyzacja przestrzeni pasażerskiej · monitoring · ładowarki USB | 9                |
| Solaris Urbino 8,6          | system informacji pasażerskiej · przewóz osób na wózkach · klimatyzacja przestrzeni pasażerskiej · monitoring · ładowarki USB | 5                |
| Scania Citywide 10.9 LF CNG | system informacji pasażerskiej · przewóz osób na wózkach · klimatyzacja przestrzeni pasażerskiej · monitoring · ładowarki USB | 5                |
| Wszystkie pojazdy           | Wszystkie pojazdy | 95               |

Pełne dane taborowe w artykule MPK Tarnów
Pojazdy eksploatowane przez PKS Tarnów do obsługi linii w latach 2002 - 2012
| Pojazd                 | Wyposażenie                                              | Numery taborowe                                 | Eksploatacja      | Liczba autobusów |
| ---------------------- | -------------------------------------------------------- | ----------------------------------------------- | ----------------- | ---------------- |
| Autosan A1010M         | system informacji pasażerskiej                           | 10006, 10007, 20002                             | 2001 - 2011       | 3                |
| MAN SL223              | system informacji pasażerskiej                           | 10010, 10011, 10012, 20003                      | 2001 - 2011       | 4                |
| Kapena Thesi City      | system informacji pasażerskiej · przewóz osób na wózkach | 40011, 40012, 40013, 70104, 80005, 80006, 80007 | 2004 - 2012       | 7                |
| Jelcz M101I            | system informacji pasażerskiej · przewóz osób na wózkach | 40015, 40016, 40017, 40018, 40019, 40020, 40021 | 2004 - 2011       | 7                |
| Irisbus Crossway 12 LE | system informacji pasażerskiej · przewóz osób na wózkach | 80008                                           | 2008 - 2011       | 1                |
| Wszystkie pojazdy      | Wszystkie pojazdy                                        | Wszystkie pojazdy                               | Wszystkie pojazdy | 22               |